# Batrachoseps diabolicus
Espèce
Statut de conservation UICN

 DD  : Données insuffisantes
Batrachoseps diabolicus est une espèce d'urodèles de la famille des Plethodontidae.

## Répartition
Cette espèce est endémique de la Californie aux États-Unis. Elle se rencontre dans les bassins de la Merced et de l'American, le long des contreforts Ouest de la Sierra Nevada. Elle est présente jusqu'à 620 m d'altitude.

## Description
Batrachoseps diabolicus mesure jusqu'à 45 mm sans la queue et 110 mm de longueur totale.

## Étymologie
Son nom d'espèce, du grec diabolos, « diable », lui a été donné en référence à sa localité type, Hell Hollow (« le gouffre de l'enfer »).

## Publication originale
- Jockusch, Wake & Yanev, 1998 : New species of slender salamanders, Batrachoseps (Amphibia: Plethodontidae) from the Sierra Nevada of California. Contributions in Science. Natural History Museum of Los Angeles County, no 472, p. 1-17 (texte intégral).